# 青山峠
碧山峠（あおやまとうげ）は、三重県津市と三重県伊賀市の間にある峠。

## 概要
布引山地（青山高原）の中央部にある初瀬街道の峠。初瀬街道は参宮表参道としても知られ、大和から伊勢神宮への参拝街道として奈良時代から存在していたが、江戸時代中期以降に通行が増えた。しかしながら、明治時代の参宮鉄道および関西鉄道の開通を機に、徒歩による通行量は減少していった。
峠としては三重県道512号青山高原公園線が越えているが、地下を国道165号が貫いている。

## 歴史
- 奈良時代 - 伊勢神宮への参拝街道として利用され始める[1]。
- 1876年 - 峠を越えて伊勢暴動の一揆隊が伊賀に進入[2]。
- 1953年 - 峠を通る初瀬街道が二級国道165号に指定される。
- 1965年 - 一般国道165号に昇格。

## 各種データ
- 分水嶺 峠の東側は垣内川、雲出川を経て伊勢湾に注ぐ。 峠の西側は二俣川、青山川、木津川、淀川を経て大阪湾に注ぐ。

## 峠近くの名所・旧跡 観光地
- メナード青山
- 青山高原
- 青山高原ウインドファーム
- 猪の倉温泉
- 榊原温泉
- 東青山四季のさと
- 青山高原保健休養地
- 布引の滝